# Pedro Romero (Fußballspieler)
Pedro Romero (* 12. April 1937; † 2018), auch bekannt unter dem Spitznamen El Bucky, war ein mexikanischer Fußballspieler, der in der Verteidigung bzw. im defensiven Mittelfeld agierte.

## Leben

### Verein
Seine Profikarriere begann vermutlich beim Club León, von dem er 1958 zum Deportivo Toluca FC wechselte. Ob "Bucky" Romero zur Siegermannschaft des Club León gehörte, die in der Saison 1957/58 die Copa México gewann, ist aufgrund der dürftigen Quellenlage nicht nachvollziehbar. Fest steht aber, dass er fortan bei Toluca unter Vertrag stand und mit diesem Verein die Meisterschaft der Saison 1966/67 gewann. Nach Beendigung seiner Profikarriere spielte er in der bedeutendsten Amateur- und Freizeitliga des Hauptstadtbezirks, der Liga Española de Fútbol.
Einer der Höhepunkte seiner Karriere war die Mitwirkung im Team des Club Necaxa, das am 2. Februar 1961 im Rahmen eines internationalen Freundschaftsturniers gegen Pelés FC Santos mit 4:3 gewann.

### Nationalmannschaft
Obwohl "El Bucky" Romero zum mexikanischen WM-Aufgebot 1962 gehörte, kam er weder bei der Weltmeisterschaft selbst noch in irgendeinem anderen Spiel der mexikanischen Nationalmannschaft zum Einsatz und blieb somit ohne Länderspieleinsatz.